# Pavelló esportiu

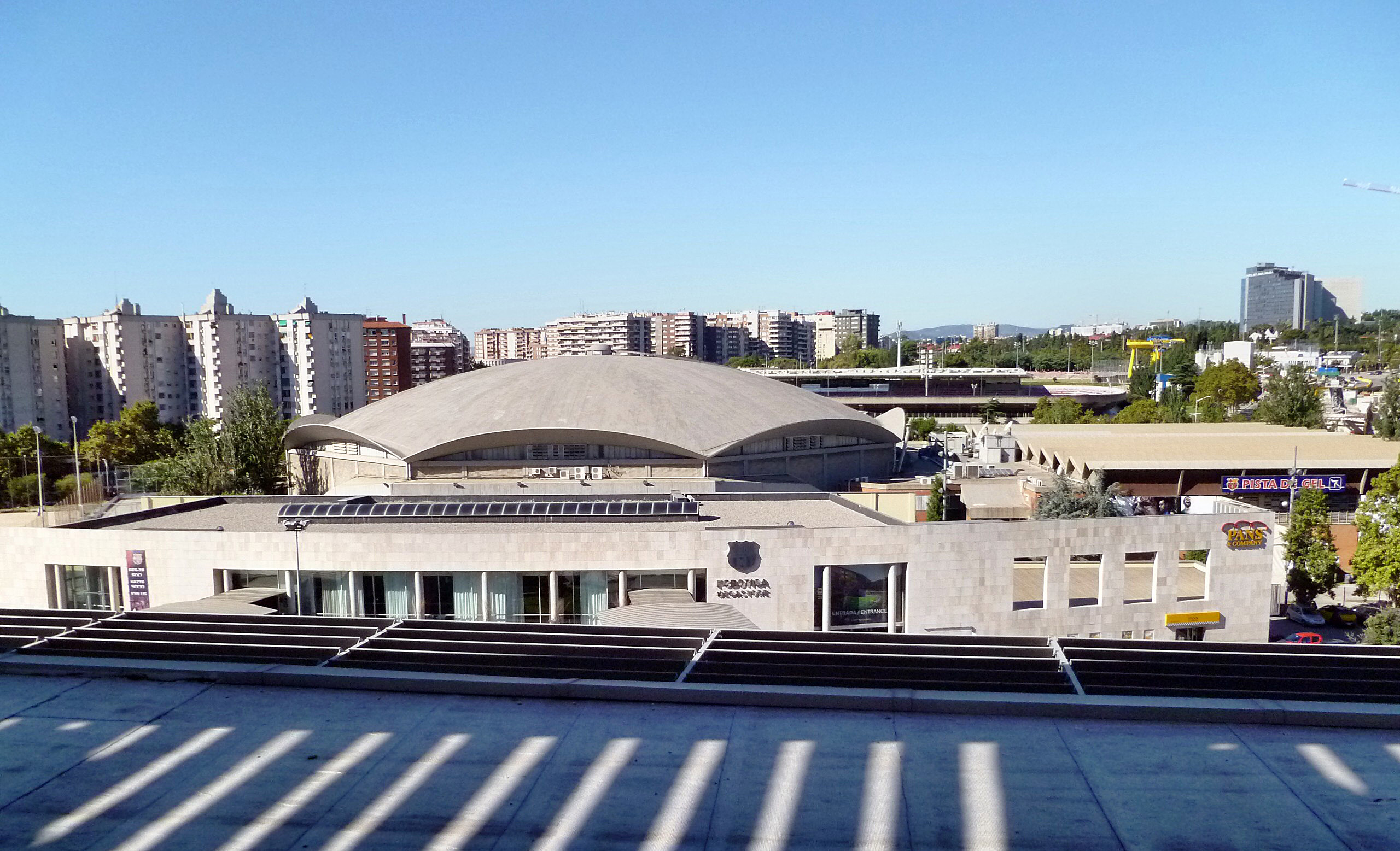
Vista exterior del Palau Blaugrana de Barcelona.

Un pavelló esportiu, poliesportiu, polideportiu o arena, és un estadi en forma de recinte tancat, amb sostre cobert, generalment de forma circular o ovalada, que es fa servir principalment per a allotjar-hi esdeveniments esportius, d'esports com ara el bàsquet, el vòlei, l'hoquei, l'handbol, o el futbol sala. També acostumen a acollir presentacions musicals o teatrals.
Es compon d'un gran espai obert al centre, envoltat per graderies i seients per als espectadors. La característica clau és que el lloc on es realitza l'esdeveniment, se situa en el punt més baix, permetent una gran visibilitat.
Usualment estan dissenyats per acomodar un gran nombre d'espectadors.

## Etimologia
Normalment l'ús dels termes «estadi», «arena» o «pavelló» depèn del tipus d'esdeveniment que es realitza en cada recinte. Mentre que el futbol es porta a terme en un estadi, el bàsquet i l'hoquei ho fan en una arena o pavelló. Usualment «arena» o «pavelló» es refereixen a un lloc amb teulada, a diferència de l'estadi.
L'etimologia del terme «arena» es remunta a les èpoques de l'Imperi Romà, quan els gladiadors lluitaven en una superfície coberta de sorra perquè absorbís la sang. I llavors es va anomenar així als llocs (gairebé sempre circulars o ovalats, com els circs romans) on es realitzaven activitats esportives (encara que no exclusivament).